# Ragnar Frisch
Ragnar Anton Kittil Frisch (født 3. marts 1895 i det daværende Kristiania (senere Oslo) , død 31. januar 1973 sammesteds) var en fremtrædende norsk økonom. Sammen med hollænderen Jan Tinbergen modtog han i 1969 den første Nobelpris i økonomi nogensinde.  Han regnes som en af grundlæggerne af og var navngiver til disciplinen økonometri, ligesom han i 1933 skabte det almindeligt brugte begrebspar makroøkonomi/mikroøkonomi. 

## Liv og karriere
Frisch blev født 3. marts 1895 i Kristiania (i dag Oslo) som eneste barn af guldsmed Anton Frisch og Ragna Fredrikke Frisch (født Kittilsen). Frisch-familien var indvandret til Norge fra Tyskland i 1600-tallet og var i generationer tilknyttet Kongsberg Sølvværk. Ragnars bedstefar Antonius Frisch var blevet guldsmed i Kristiania i 1856.  Frisch startede også i samme spor, arbejdede i familievirksomheden og blev lærling i den kendte norske guldsmedevirksomhed David Andersen. Han tog svendebrev som guldsmed i 1920. Ved siden af sin læreplads begyndte han imidlertid på sin mors opfordring at studere på universitetet. At han blev økonom, var ret tilfældigt: I fællesskab besluttede hans mor og han sig for økonomistudiet, fordi det virkede som det korteste og letteste studium, og han tog eksamen som cand.oecon. i 2019. (På det tidspunkt var den norske cand.oecon.-uddannelse en toårig uddannelse, der oprindelig var tænkt som en efteruddannelse for jurister, men som det også var muligt at tage uden at have en embedseksamen i forvejen).
I 1921 fik Frisch støtte fra et norsk legat til studier i udlandet, og med yderligere økonomisk støtte fra faderen studerede han i Paris i 1921-23 og tog også på studieture til bl.a. Storbritannien, Tyskland og Italien. I 1926 blev han dr. philos. med den første doktorafhandling i teoretisk statistik ved Universitetet i Oslo. Derefter gik hans akademiske karriere slag i slag. Allerede i 1925 var han blevet universitetsstipendiat (omtrent modsvarende adjunkt), og i 1928 blev han docent (omtrent modsvarende lektor). I 1927 besøgte han ved hjælp af et stipendium fra Rockefeller Foundation førende amerikanske økonomiske forskningsmiljøer. I 1930-32 var han gæsteprofessor ved Yale University og blev tilbudt et fast professorat dér med favorable forskningsvilkår. Det førte til, at Stortinget efter et stærkt pres fra hjemlige universitetsforskere bevilgede midler til et personligt professorat til Frisch. I 1931 blev han derfor professor ved Universitetet i Oslo. Året efter blev Økonomisk Institut oprettet som et selvstændigt institut ved universitetet i Oslo, hvortil Rockefeller Foundation også bidrog med midler, og Frisch blev instituttets første forskningsdirektør. Efter at instituttets anden leder Ingvar Wedervang forlod universitetet i 1937 for at blive den første rektor ved Norges Handelshøyskole i Bergen, ledede Frisch instituttet alene, frem til han gik af i 1965.
Under den tyske besættelse af Norge 1940-45 blev Frisch dekan ved Det juridiske fakultet 1942. Sammen med de øvrige dekaner deltog han i en dramatisk konfrontation med den norske nazistiske minister Ragnar Skancke 24. september 1943. Efter mødet blev Frisch og en række andre fremtrædende repræsentanter for universitetet arresteret, og kort efter blev universitetet helt lukket. Frisch sad fængslet i bl.a. fangelejren Grini indtil oktober 1944.
Frisch blev gift i 1920 med Marie Smedal. De fik datteren Ragna, som blev gift Hasnaoui. Marie døde i 1952, og i 1953 giftede han sig med sin barndomsbekendt Astrid Johannessen, som døde i 1980. Han er bedstefar til programlederen Nadia Hasnaoui.
I sin fritid var Frisch gennem næsten hele livet en passioneret biavler. I sin selvbiografi til Nobelstiftelsen fortalte han om sin dronningeavl, hvordan han nærmest var besat af biavlen, og hvordan han udførte statistiske og genetiske studier af bierne for at fremavle bedre egenskaber.
Frisch var aldrig partipolitisk engageret, men sympatiserede i 1930'erne med det norske Arbeiderpartiet og udarbejdede i 1933 en anonym tre-årig kriseplan, som partiet offentliggjorde. Han var troende kristen, og fra 1960'erne til sin død var han meget engageret i arbejdet for at holde Norge udenfor EU (det daværende EF).

## Faglig betydning
Ragnar Frisch er kendt som en af grundlæggerne af økonometrien, dvs. anvendelsen af statistiske metoder på økonomiske variable for at teste teorier og kvantificere størrelsesordener. Det var også Frisch, der i sin første videnskabelige artikel Sur un problème d'économie pure indførte selve betegnelsen "økonometri" for denne disciplin. Han var med til at udvikle en række specifikke økonometriske metoder og har bl.a. sammen med Frederick Waugh lagt navn til Frisch-Waugh-teoremet (også kendt som Frisch-Waugh-Lovell-teoremet), baseret på en artikel af de to forfattere i Econometrica i 1933. Ligeledes har han lagt navn til "Frisch-arbejdsudbudselasticiteten", som måler timearbejdsudbuddets elasticitet mht. timelønnen for et givet nytteniveau - eller med andre ord den rene substitutionseffekt i arbejdsudbuddet. 
I 1930 var han en af grundlæggerne af Econometric Society og formand for det i 1949. Han var redaktør for det toneangivende økonomiske videnskabelige tidsskrift Econometrica i mere end 20 år (1933-53) og lagde navn til Frisch-medaljen, som siden 1978 er blevet uddelt hvert andet år til forfatterne af en ekstraordinært fremragende artikel i en af de sidste fem års udgaver af tidsskriftet. Den anses for at være en af de allerfineste priser indenfor den økonomiske videnskab.
Udover økonometrien gav Frisch bidrag indenfor forbruger- og nytteteori, produktionsteori, dynamisk makroøkonomi og emnet makroøkonomisk planlægning, som spillede en stor rolle indenfor makroøkonomien i de første årtier efter 2. verdenskrig.
Han modtog den prestigefulde italienske Feltrinelli-pris fra Accademia Nazionale dei Lincei i 1961 og Nobelprisen i økonomi i 1969 (sammen med Jan Tinbergen) "for at have udviklet og anvendt dynamiske modeller i analysen af økonomiske processer".
I tillæg til sin omfattende videnskabelige virksomhed havde Frisch også stor indflydelse gennem sin virksomhed som underviser og leder på Økonomisk Institut (i en periode kendt som Sosialøkonomisk institutt) i Oslo, der var Norges dominerende fagøkonomiske miljø og havde en stærk stilling i offentligheden. Det - og dermed indirekte Frisch - var således en vigtig del af det såkaldte Jerntriangelet ("Jerntrekanten"), en betegnelse i det norske politisk-økonomiske fagmiljø for forskere og økonomer på de tre institutioner Sosialøkonomisk institutt, Statistisk sentralbyrå og Finansdepartementet (det norske finansministerium), som i efterkrigstiden udformede meget af den økonomiske politik i Norge og leverede de vigtigste præmisser for denne politik.